# Подзигун, Владимир Филиппович
Владимир Филиппович Подзигун (1923—2001) — подполковник Советской Армии, участник Великой Отечественной войн, Герой Советского Союза (1944).

## Биография
Владимир Подзигун родился 11 апреля 1923 года в селе Березовка (ныне — Маньковский район Черкасской области Украины). Окончил среднюю школу. В июне 1941 года Подзигун был призван на службу в Рабоче-крестьянскую Красную Армию. С марта 1942 года — на фронтах Великой Отечественной войны.
К ноябрю 1943 года старший сержант Владимир Подзигун командовал отделением разведки 472-го артиллерийского полка 42-й стрелковой дивизии 33-й армии Западного фронта. Отличился во время освобождения Витебской области Белорусской ССР. 14 ноября 1943 года в бою у населённого пункта Хутора Козьянские Дубровенского района Подзигун лично подорвал один дзот противника и заставил сдаться гарнизон второго дзота. В критический момент боя Подзигун заменил собой выбывшего из строя командира стрелкового батальона и успешно руководил этим подразделением. 23 декабря 1943 года отделение Подзигуна прошло в немецкий тыл и блокировало блиндаж противника. В том бою Подзигун лично уничтожил 1 солдата противника, ещё 1 взял в плен.
Указом Президиума Верховного Совета СССР от 22 августа 1944 года за «образцовое выполнение боевых заданий командования на фронте борьбы с немецкими захватчиками и проявленные при этом мужество и героизм» старший сержант Владимир Подзигун был удостоен высокого звания Героя Советского Союза с вручением ордена Ленина и медали «Золотая Звезда» за номером 3870.
После окончания войны Подзигун продолжил службу в Советской Армии. В 1945 году он окончил Высшую офицерскую артиллерийскую школу, в 1948 году — курсы усовершенствования офицерского состава, в 1954 году — Сумское артиллерийское училище. В марте 1961 года в звании подполковника Подзигун был уволен в запас. Проживал и работал в Белой Церкви. Скончался 28 апреля 2001 года.
Был также награждён орденами Красного Знамени, Отечественной войны 1-й степени, двумя орденами Красной Звезды, рядом медалей.
В честь Подзигуна названа школа в деревне Жуляны Гродненской области Белоруссии.